# Fast Helden
Fast Helden (Alternativtitel: Fast Helden – Zwei Trottel erobern Amerika, Originaltitel: Almost Heroes) ist eine US-amerikanische Abenteuer-Komödie von Christopher Guest aus dem Jahr 1998.

## Handlung
Am Anfang des 19. Jahrhunderts startet die Lewis-und-Clark-Expedition zum Pazifik. Leslie Edwards bereitet eine alternative Expedition vor. Er stellt dafür den Abenteurer Bartholomew Hunt und den Sprachexperten Guy Fontenot ein. Hunt war für die Armee als Pfadfinder tätig; er beleidigte einen Offizier und wurde zum Tod verurteilt. Edwards erreicht für ihn eine Begnadigung des US-Präsidenten, weist jedoch den Fahrer seines Wagens an, ohne unnötige Eile zum Hinrichtungsort zu fahren. Hunt wird im letzten Augenblick gerettet.
Die Expeditionsteilnehmer erreichen eine Siedlung der Indianer vom Stamm der Iowas. Edwards und Fontenot begrüßen einen Indianer, den sie für einen Häuptling halten und werden von ihm geohrfeigt. Sie halten es für eine lokale Sitte, bis der echte Häuptling kommt und sie aufklärt, der Mann „spinne ein wenig“.
Fontenot beißt einem der Expeditionsteilnehmer, der seine Frau Shaquinna anschaut, das Ohr ab. Die Expedition kommt in eine Siedlung, in der die von Hidalgo angeführten Spanier erscheinen. Hidalgo will, dass Fontenot sich ihm anschließt, damit „alles, was ihm gehöre“ – darunter Shaquinna – auch Hidalgo gehöre. Hunt betrinkt die Spanier und Fontenot; der Rest der Expedition entkommt.
Shaquinna spricht eines Abends Edwards unter vier Augen und küsst ihn, er beleidigt sie jedoch als „wilde Indianerin“. Etwas später erreicht die Expedition die Rocky Mountains, wo Edwards schwer krank wird. Shaquinna sagt, sie könne eine Arznei herstellen, für die sie jedoch ein Ei eines Adlers brauche. Hunt besorgt nach einem Kampf mit einem Adler das Ei, er isst es jedoch auf. Auch das zweite – erneut nach einem Kampf – besorgte Ei wird aufgegessen. Hunt bringt das dritte Ei Shaquinna, die es zerbricht und sagt, dass sie nur die Schale brauche.
Die Expeditionsteilnehmer erreichen den Pazifik. Die Stimme des Erzählers sagt, dass die Tat unbekannt geblieben sei.

## Hintergrund
Der Film wurde in Kalifornien gedreht. Er spielte in den Kinos der USA ca. 6,1 Millionen US-Dollar ein.

## Kritiken
James Berardinelli schrieb auf ReelViews, er sei noch Tage nach Sehen des Films am Rätseln, was Christopher Guest – dessen Sinn für Humor er für gewöhnlich respektiere – am Konzept oder der Ausführung witzig finden mochte. Das Drehbuch sei „misslungen“, der Film habe nur sehr wenige Lacher. Matthew Perry sei fehlbesetzt, Chris Farley spiele seine „übliche“ Routine ab, scheine jedoch nicht „mit dem Herzen dabei zu sein“. Die Nebendarsteller würden lediglich einen „flüchtigen“ Eindruck hinterlassen.

„Abgebissene Ohren, ein Dudelsackspieler, der nur eine Melodie kennt und ein französischer Übersetzer, der keiner Sprache mächtig ist: Auf diesem Niveau spielen sich die Gags ab. Fazit: Dumm und dümmer geht’s nimmer.“

„Eine derbe Komödie, die letzte Rolle des Schauspielers Chris Farley, deren Gags nur vereinzelt zünden wollen und die mehr Hysterie als Humor verbreitet. Nur Kostüme und Kameraführung sorgen für einiges Interesse, doch das reicht nicht, um den Zuschauer bei der Stange zu halten.“